# Brestovac (Bosanski Petrovac, BiH)
Brestovac je naseljeno mjesto u općini Bosanski Petrovac, Federacija Bosne i Hercegovine, BiH.

## Zemljopis
Brestovac leži između sela Vranovine i Vođenice. Prema donjem ravnom dijelu Vranovine nema izrazite granice, dok ga od Gornje Vranovine dijeli strma, sitnim grmljem i kamenjarem, pokrivena Glavica. Prema Vođenici ograđuje ga blago uzdignuti hrbat, kome gornji dio nosi ime Vrščić, srednji Klanac, a donji Drenovac. Na zapadnoj strani selo ulazi u polje. Kuće su smještene rubom ravnice, po podnožju Glavice i Klanca. Selo je razbijenog tipa. Prša, Brestovčić i Dobra Voda su slabi izvori koji ljeti presuše.

## Stanovništvo

### 1991.
Nacionalni sastav stanovništva 1991. godine, bio je sljedeći:
ukupno: 192
- Srbi - 185
- Jugoslaveni - 1
- ostali, neopredijeljeni i nepoznato - 6

### 2013.
Nacionalni sastav stanovništva 2013. godine, bio je sljedeći:
ukupno: 74
- Srbi - 72
- ostali, neopredijeljeni i nepoznato - 2